# Attentat à la gare de Bruxelles-Central

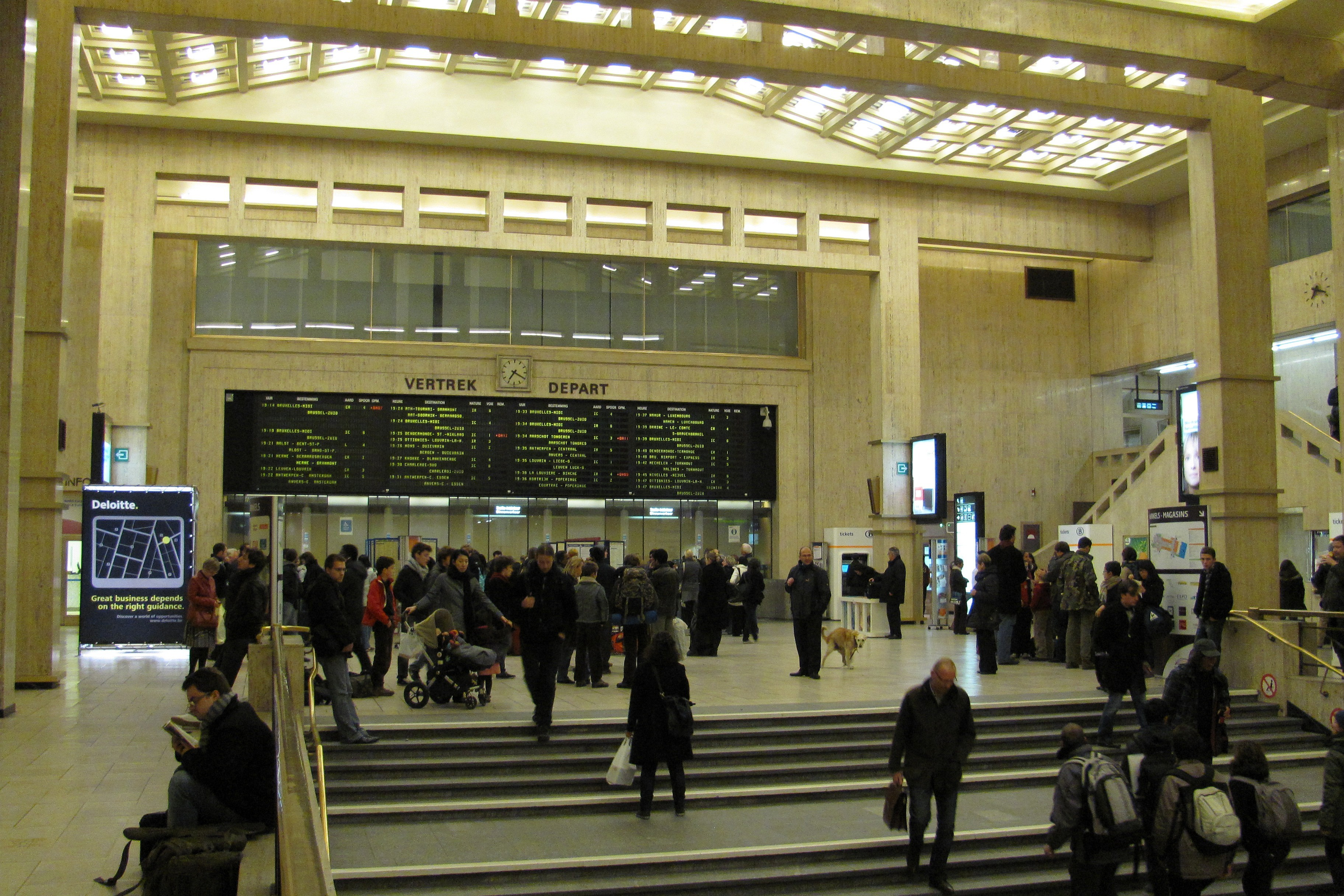
Le lieu de l'attaque en 2010

L'attentat à la gare de Bruxelles-Central est une attaque terroriste islamiste avortée, s'étant déroulée dans la Gare Centrale de Bruxelles le lundi 20 juin 2017 vers 20h44.

## Déroulement des faits
Vers 20h39, l'auteur des faits est entré dans la gare de Bruxelles-Central. Vers 20h44, il s'est dirigé vers un groupe de voyageurs. Une fois à proximité, il a fait exploser sa valise en criant. Celle-ci s'est directement enflammée mais sans blesser les personnes à proximité.
L'auteur descend ensuite vers les quais en poursuivant un membre du personnel de gare. C'est à ce moment que son bagage explose une seconde fois de manière plus violente, toujours sans causer de blessé. Il était composé de bonbonnes de gaz et de projectiles, soit des clous.
Le terroriste se dirige à nouveau vers le hall, où il rencontre des militaires qui assuraient la surveillance des lieux dans le cadre de l'opération Vigilant Guardian. Il court vers eux en criant "Allah Ouakbar". Un des militaires ouvre le feu en direction de l'auteur et le tue. Le soldat est un chasseur ardennais.

## Conséquences
La gare de Bruxelles-Central est évacuée n'est plus desservie jusqu'au lendemain, 8h00.
L'OCAM maintient le niveau de la menace terroriste à 3 sur une échelle de 4, soit que la menace est grave et vraisemblable.

## Enquête
L'enquête est dirigée par le Parquet Fédéral belge.
L'auteur est identifié comme étant Oussama Zariouh, un marocain vivant en Belgique depuis 2002, et à Molenbeek-Saint-Jean au moment des faits.
Il s'agit d'un sympathisant de l'organisation état islamique.

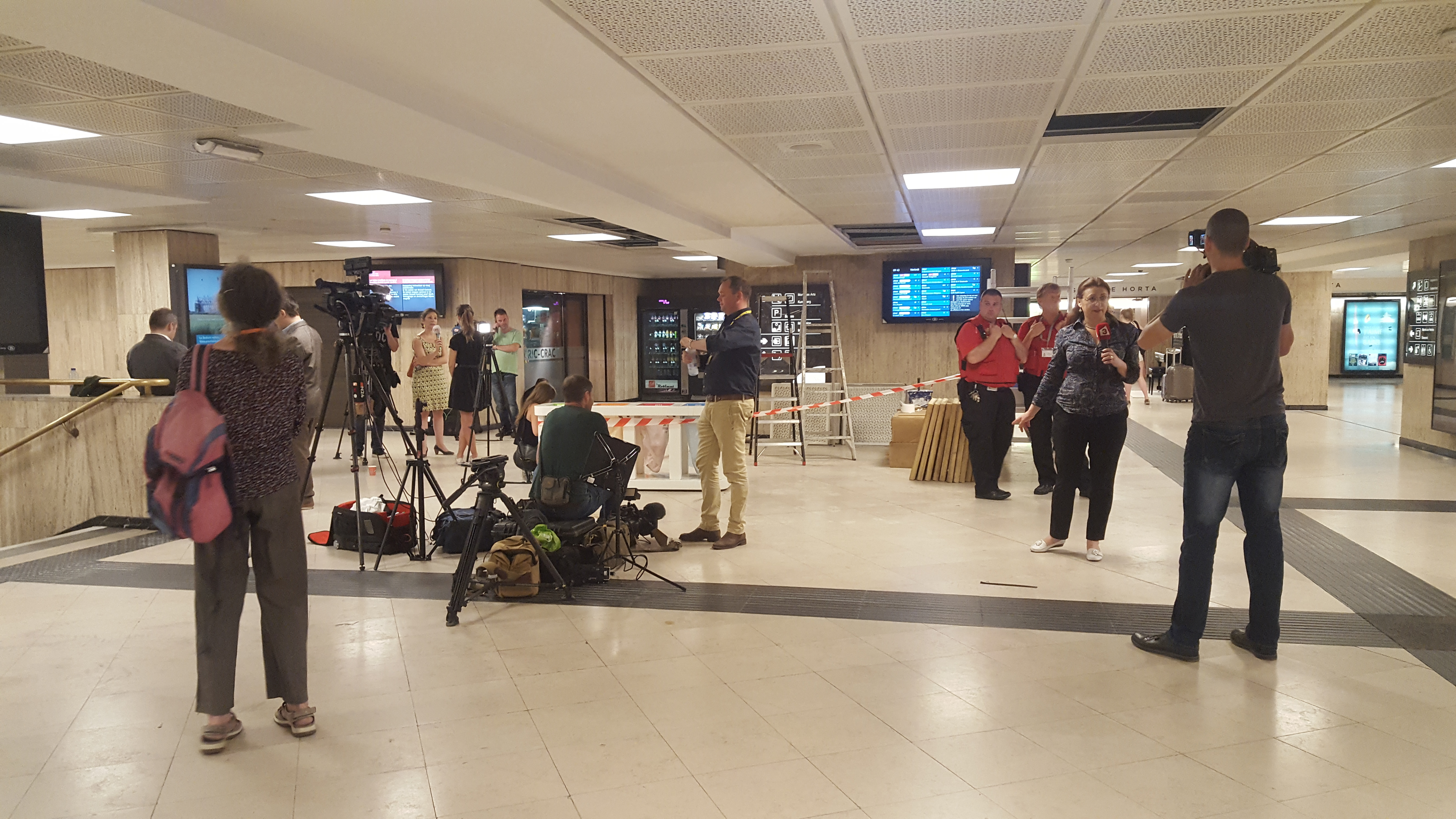
Les médias autour du lieu de l'attaque le lendemain

Son habitation du boulevard Louis Mettewie à Molenbeek-Saint-Jean est perquisitionnée par la police le 21 juin 2017. Du matériel servant à la confection d'explosifs est découvert.